# Diego Rodríguez (urugwajski piłkarz)
Diego Martín Rodríguez Berrini (ur. 4 września 1989 w Montevideo) – urugwajski piłkarz pochodzenia włoskiego występujący na pozycji defensywnego pomocnika, obecnie zawodnik Defensora Sporting.

## Kariera klubowa
Rodríguez jest wychowankiem drużyny Plaza Colonia, jednak w wieku dwudziestu lat przeszedł do znacznie wyżej notowanej ekipy Defensor Sporting Club z siedzibą w stołecznym mieście Montevideo. W jego barwach zadebiutował w urugwajskiej Primera División – 27 października 2009 w wygranym 1:0 spotkaniu z Tacuarembó. Od razu wywalczył sobie miejsce w pierwszym składzie i premierowego gola w najwyższej klasie rozgrywkowej strzelił 9 października 2010 w konfrontacji z Miramar Misiones, również wygranej 1:0. W tym samym sezonie, 2010/2011, osiągnął z Defensorem wicemistrzostwo Urugwaju.

## Kariera reprezentacyjna
W 2009 roku Rodríguez został powołany do reprezentacji Urugwaju U-20 na Młodzieżowe Mistrzostwa Ameryki Południowej. Rozegrał tam sześć spotkań, a jego zespół zajął trzecie miejsce w turnieju, kwalifikując się na Mistrzostwa Świata U-20 w Egipcie. Młody pomocnik znalazł się również w składzie na światowy czempionat, gdzie wystąpił w trzech spotkaniach, za to Urugwaj odpadł w 1/8 finału.
W 2011 roku Rodríguez w barwach reprezentacji Urugwaju U-23 wziął udział w Igrzyskach Panamerykańskich w Meksyku, gdzie zagrał w pięciu meczach, a jego kadra narodowa zajęła trzecie miejsce. W 2012 roku został powołany przez selekcjonera Óscara Tabáreza na Igrzyska Olimpijskie w Londynie, gdzie rozegrał dwa spotkania, za to Urugwajczycy po zwycięstwie i dwóch porażkach nie zdołali wyjść z grupy.